# Sportunion Triathlonverein Steiermark
Der Sportunion Triathlonverein Steiermark (SU TRI STYRIA) ist einer der größten Triathlonvereine Österreichs.

## Organisation
SU TRI STYRIA wurde 2006 von Studierenden in Graz gegründet und bildete die Keimzelle des organisierten Triathlon-Sports in der Steiermark.
Es gibt in Österreich aktuell 305 Triathlon-Vereine und der Sportunion Triathlonverein Steiermark ist ein Verein im Steirischen Triathlonverband (Geschäftsführer: Werner Kreuzer; Stand: Jänner 2018).
Derzeit hat der Verein über 300 aktive Mitglieder unterschiedlicher Herkunft und sozialen Hintergrunds, welche regelmäßig an regionalen, nationalen Wettbewerben wie auch Europa- und Weltmeisterschaften, sowie dem Ironman Hawaii teilnehmen.

### Sportliche Erfolge (Auswahl)
In den von der Bundessportorganisation Österreich (BSO) anerkannten Sportarten
- Triathlon (auch im IOC),
- Cross-Triathlon,
- Wintertriathlon und
- Paratriathlon (Versehrtensport)

gewann SU TRI STYRIA bei Österreichischen Meisterschaften 13-mal Gold, 7-mal Silber sowie 5-mal Bronze in der Mannschaftswertung (Höchste Eliteklasse).
| Staatsmeisterschaften - Stefan Lösler (GER), 1 × Paratriathlon (2014) - Max Renko (AUT), 2 × Triathlon (2010 Triathlon Mitteldistanz, 2012 Cross-Triathlon) - Eva Wutti (AUT), 3 × Triathlon (2010/11 Triathlon Mitteldistanz, 2012 Triathlon Kurzdistanz) Europameisterschaften - Lydia Bencic (AUT) 2. Platz Triathlon, Amateure (2014) - Lydia Bencic (AUT) 2. Platz Duathlon, Amateure (2014) - Thomas Frühwirth (AUT), 2. Platz, Paratriathlon (2017) - Stefan Lösler (GER) 1. Platz, Paratriathlon (2013) - Herwig Reupichler (AUT) 1. Platz Wintertriathlon, Amateure (2009) - Philipp Tichy (AUT) 2. Platz Triathlon, Amateure (2014) - Eva Wutti (AUT) 2. Platz Halb-Ironman (Ironman 70.3), Profi (2011) | Weltmeisterschaften - Thomas Frühwirth (AUT), 1. Platz, Paratriathlon (2010, 2015) - Thomas Frühwirth (AUT), 1. Platz, Paraduathlon (2011) - Thomas Frühwirth (AUT), 1. Platz Ironman Hawaii (WM), Paratriathlon (2013) - Jacqueline Meister (AUT), 1. Platz Crosstriathlon, Amateure (2014) - Max Renko (AUT), 1. Platz Ironman WM Hawaii, Amateure (2009) - Herwig Reupichler (AUT), 2. Platz Wintertriathlon, Amateure (2009) - Christoph Strasser (AUT), 1. Platz Ultraradsport, Profi (2007, 2010) Vereinsmeisterschaften - Österreichischer Vereinscupsieger: 2015, 2013 - Steirischer Vereinsmeister: 2015, 2014, 2013 |

### Vorstand
| - Herwig Reupichler (Vorstand) - Max Hofstätter (Präsident) - Martin Auferbauer (Präsident Stv.) - Markus Falgenhauer (Leistungssport-Referent) | - Nina Geiersberger (Breitensportreferent) - Nicole Enders (Kassierin) - Muamer Cinac (Kassier Stv.) - Martin Hillbrand (Referent für Material) - Christoph Neubauer (Schriftführer) |

## Auszeichnungen
- Sportverein des Jahres, Steirische Landesregierung, 2014